# Golpe de Estado en Zimbabue de 2017
El golpe de Estado en Zimbabue de 2017 comenzó en la noche del 14 de noviembre de 2017,cuando elementos del Ejército Nacional de Zimbabue se reunieron alrededor de Harare, la capital de Zimbabue, y se hicieron con el control de la Zimbabue Broadcasting Corporation y otras áreas de la ciudad. Al día siguiente, realizaron un comunicado declarando que no era un golpe de Estado y que el presidente Robert Mugabe estaba seguro, pero que la situación solo regresaría a la normalidad después de lidiar con los «criminales» alrededor de Mugabe, responsables de los problemas socioeconómicos del país.
El golpe tuvo lugar en medio de tensiones dentro del partido gobernante ZANU–PF, entre el vicepresidente Emmerson Mnangagwa, quien estaba apoyado por el ejército, y la primera dama Grace Mugabe, apoyada por la facción más joven G40. Una semana después de que Mnangagwa fuese despedido y obligado a huir del país y un día antes de que las tropas marcharan hacia Harare, el jefe del ejército Constantino Chiwenga publicó una declaración de que debían cesar las purgas de funcionarios del ZANU-PF como Mnangagwa.

## Antecedentes

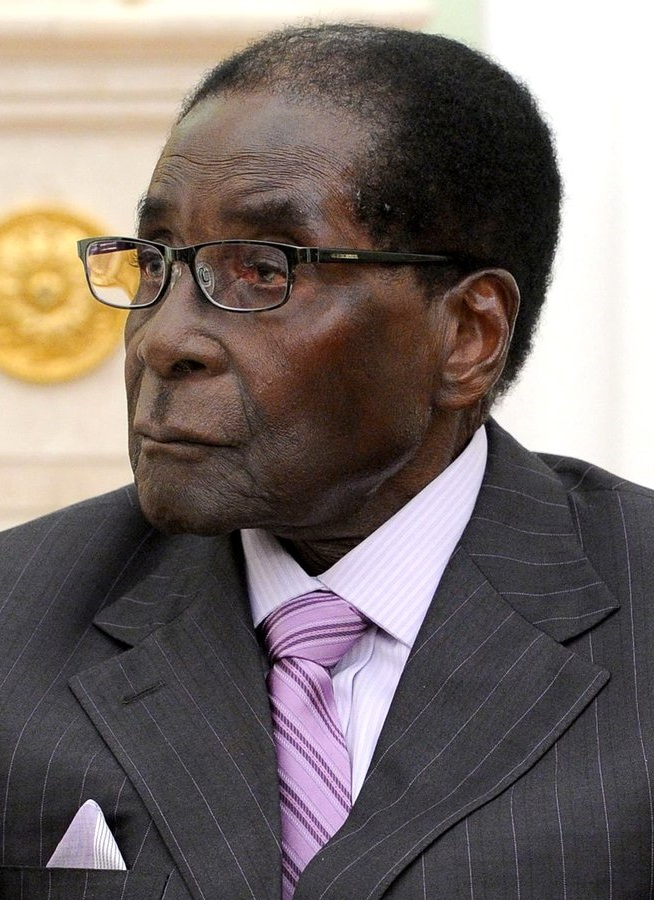
Robert Mugabe

En la primera semana de octubre de 2017, las tensiones entre el entonces vicepresidente Emmerson Mnangagwa y Grace Mugabe, dos figuras destinadas a reemplazar a Robert Mugabe de 93 años de edad, como presidente de Zimbabue, se dejaron sentir en la vida pública. Mnangagwa, un protegido de Mugabe que había sido su aliado desde la Guerra de Independencia de Zimbabue en los años sesenta, dijo que los médicos confirmaron que había sido envenenado durante una manifestación política en agosto de 2017 dirigida por el presidente y tuvo que ser transportado en avión a un hospital en Sudáfrica para recibir tratamiento. También prometió su lealtad al partido ZANU-PF y al presidente Mugabe, y dijo que la historia difundida por sus partidarios, de que Grace Mugabe había ordenado el envenenamiento a través de una granja lechera que controlaba, no era cierta.
Grace Mugabe negó las declaraciones de intoxicación como ridículas y retóricamente preguntó: "¿Quién es Mnangagwa, quién es?". Phelekezela Mphoko, segundo vicepresidente de Zimbabue, criticó públicamente a Mnangagwa, diciendo que sus comentarios sobre el incidente de agosto eran parte de un intento de debilitar al país, el poder del presidente y de dividir al ZANU-PF, ya que los médicos habían llegado a la conclusión de que la culpa era de la comida pasada de fecha. El 6 de octubre, Grace Mugabe se salió del guion durante un discurso previsto en Harare para atacar a Mnangagwa, afirmando que sus partidarios recibían constantemente amenazas de que si Mnangagwa no reemplazaba a Mugabe, serían asesinados y que la facción que apoyaba a Mnangagwa estaba tramando un  golpe de Estado.
En una reunión el 4 de noviembre, el presidente Mugabe reprendió públicamente a Mnangagwa por primera vez. En la misma manifestación, Grace Mugabe le llamó "golpista" y "cobarde". El Presidente despidió a Mnangagwa el 6 de noviembre. En una declaración, el ministro de Información Simon Khaya-Moyo dijo que Mnangagwa había "exhibido constante y persistentemente rasgos de deslealtad, falta de respeto, engaño y falta de fiabilidad". Mnangagwa huyó del país al exilio en Sudáfrica, pero prometió regresar y pidió a los miembros del ZANU-PF que abandonaran al presidente. Después de su exilio, más de un centenar de supuestos partidarios de Mnangagwa fueron blanco de sanciones disciplinarias por parte de los partidarios de Grace Mugabe.

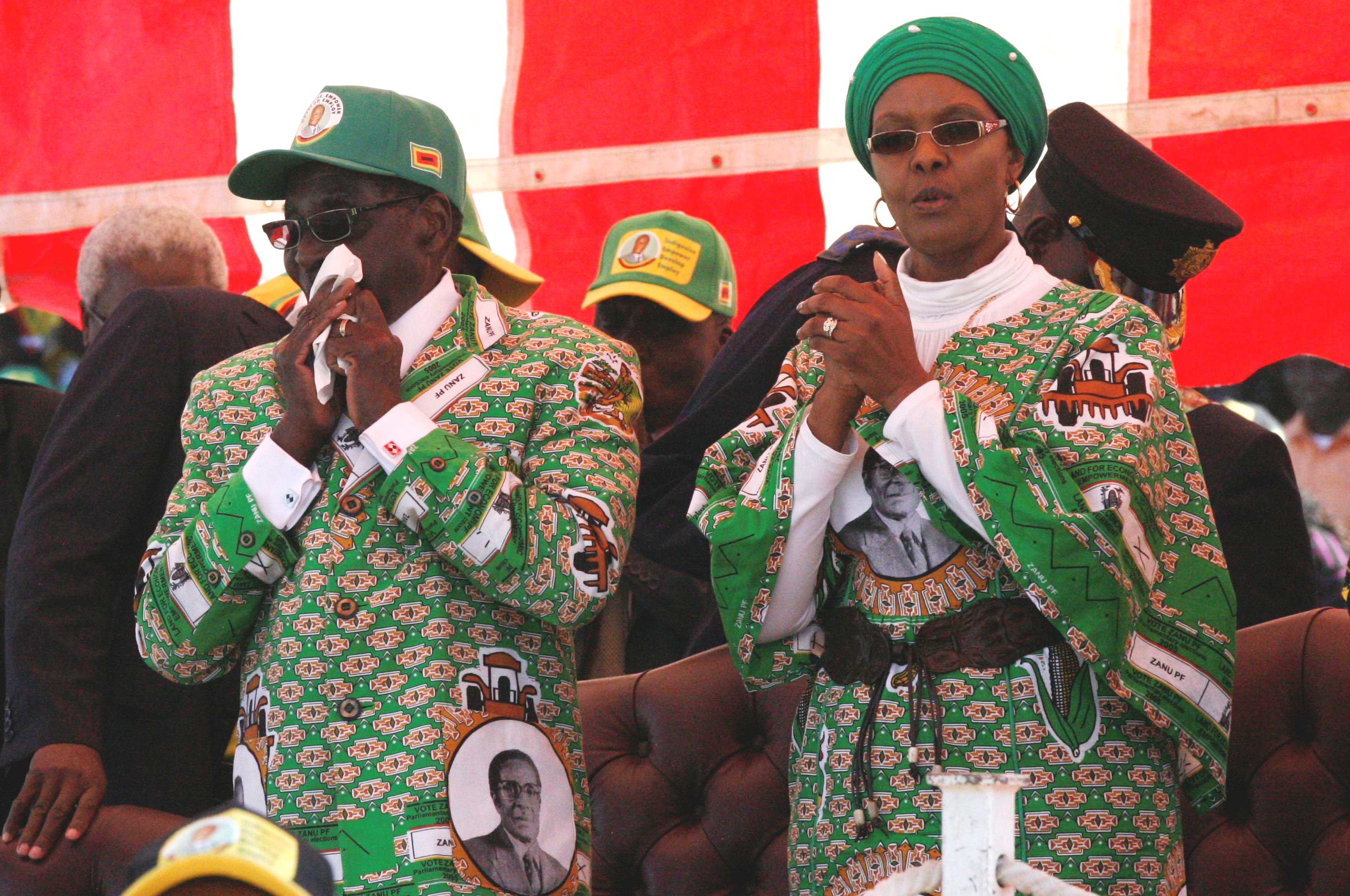
El expresidente zimbabuense Robert Mugabe junto a su esposa Grace, primera dama de Zimbabue en agosto de 2013

La destitución de Mnangagwa dejó a Grace Mugabe y a su facción, la Generación 40 (G40) de funcionarios más jóvenes del ZANU-PF, como el único candidato importante para sustituir a Robert Mugabe. Mnangagwa fue uno de los últimos aliados políticos de Mugabe que se había quedado con él desde su independencia en 1980 y contaba con el apoyo de varios generales del ejército zimbabuense, que habían declarado públicamente que sólo un veterano de la guerra por la independencia -que descartaría a Grace Mugabe- debía gobernar el país. Aunque Mugabe había dependido del apoyo de los militares para mantener su gobierno, en los últimos años había emprendido un reemplazo sistemático de antiguos veteranos de la guerra de independencia en importantes posiciones del partido ZANU-PF con oficiales más jóvenes que no habían luchado en la guerra. Esta medida se consideró arriesgada porque Grace Mugabe es una figura controvertida en Zimbabue y no cuenta con mucho apoyo de importantes funcionarios del ZANU-PF en la era de la guerra de liberación o de la región sudafricana.

## Eventos
El martes 14 de noviembre, vehículos blindados militares fueron vistos en las carreteras alrededor de Harare, la capital de Zimbabue, y se dirigían en convoyes a través de la ciudad. Ese mismo día, Kudzanayi Chipanga, líder de la liga juvenil del partido gobernante ZANU-PF, que está alineada con Grace Mugabe, dijo que la Liga Juvenil estaba "dispuesta a morir" para tratar de impedir que el ejército deposiera a Mugabe y eligiera un nuevo líder, y que los generales debían retirarse si no estaban satisfechos con el gobierno de Mugabe y querían que los generales se retiraran. Mugabe asistió a una reunión semanal del gabinete de Zimbabue el martes por la tarde. En la madrugada siguiente a la reunión del gabinete, Simon Khaya-Moyo habló en nombre de ZANU-PF y acusó al jefe del ejército Chiwenga de traición e incitación a la insurrección.

### Renuncia
El mandatario de Zimbabue, Robert Mugabe, renunció a su cargo el 21 de noviembre de 2017 tras 37 años en el poder, según informó el presidente del Parlamento, Jacob Mudenda, en una sesión extraordinaria.

"Yo, Robert Mugabe, entrego formalmente mi dimisión como presidente de la República de Zimbabue con efecto inmediato."

Mudenda leyó la carta de renuncia entregada por quien hasta el 21 de noviembre de 2017 era el mandatario de la nación africana. Como razones aducidas, el expresidente afirma que su decisión es “por el bienestar de los zimbabueses y por la necesidad de una transferencia pacífica de poderes”. Al conocerse la noticia, estalló el júbilo entre la multitud que rodeaba el Parlamento en Harare y las calles del país.

## Reacciones

### Internacionales
Embajadas extranjeras, incluidas las embajadas de Estados Unidos, Canadá, Gran Bretaña y Holanda en Harare, emitieron advertencias a los ciudadanos de sus países para que permanecieran en sus casas debido a la actividad militar en la ciudad.